# 南非同性婚姻
在南非，随着《民事结合法案》（Civil Unions Bill）在当月早些时候获得國会通过，同性婚姻于2006年11月30日通过。此前，即2005年12月1日，南非宪法法院曾要求在2006年12月1日前承认同性婚姻。因此，南非成為了世界上第五個承認同性婚姻的國家，也是第一個承認同性婚姻的非洲國家及共和制國家（此前的荷蘭、比利時、西班牙及加拿大均為君主立憲制國家）。

## 时间线

### 民事结合
南非于1999年允许未登记的结合。宪法法院的5个裁决为民事结合奠定了基础。这些裁决保障了同性伴侣在移民上的同等待遇（1999年），在财务状况上与已婚异性恋伴侣享受同等权利(2002年)，收养的权利(2002年)，在财产受益上与未婚的异性恋伴侣享受同等权利（2003年），允许同性伴侣通过人工干预方式生育（2003年）。在2002年7月，布隆方丹高等法院作出裁决，认为否认同性伴侣有同等的婚姻权利的做法是歧视性和违宪的。

### 最高上诉法院的裁决（2004年）
2004年11月30日，最高上诉法院的另一项判决同样支持同性婚姻。判决称根据南非宪法，普通法中的婚姻概念必须修改，将同性婚姻包含进去。
该案由女同性恋伴侣Marie Fourie和Cecelia Bonthuys提起，要求获得结婚的权利。在判决书中，爱德文·卡梅隆法官（Judge Edwin Cameron）认为婚姻的概念应当被修改为：“婚姻是两个人承诺厮守终生的结合。” 

### 宪法法院的裁决（2005年）
宪法法院的2005年12月的法院令认为南非法律中同性婚姻相关规定“十分粗糙，法律不应当暗示同性伴侣被挡在婚姻之外，或是认为他们获得承认和保护的需求与异性恋伴侣相比不那么紧迫“。 

## 南非婚姻法

2007年南非一對女同志新人

南非有三部现行法规规定了婚姻状况，包括1961年的《婚姻法案》（一夫一妻），1998年的《传统婚姻法案》（为照顾当地习俗，允许传统部落的婚姻登记更加隆重，並容許需經元配同意的一夫多妻）以及2006年的《民事结合法案》（同性婚姻）。南非人可以按需要选择其中一部法律作为婚姻的依据，但只能按其中一部法规规定结婚。
同性婚姻只在《民事结合法案》中被允许，并可以选择他们的结合究竟被称为民事关系或是婚姻关系。根据法案规定，选择婚姻关系可以同等享受《婚姻法案》中的一切权利。
如果可以证明双方依照其中任意一个法案结成伴侣，那么他们的婚姻就在法律上得到认可，任何个人和组织都不得否认。因此，任何团体都不能对这样结成婚姻关系的人区别对待。

### 对于婚姻官员的规定
根据《婚姻法案》规定，婚姻官员如果基于道德，宗教或信仰等因素，反对同性婚姻的话，可以向政府提出书面申请，这样他就可以不用主持这类婚姻。而负责主持基于《民事结合法案》结婚的官员就不能提出类似申请。因为这样的反对往往会导致官员丢掉工作，或者在政府要求下被所属机构开除。